# Alberico Clemente Carlini

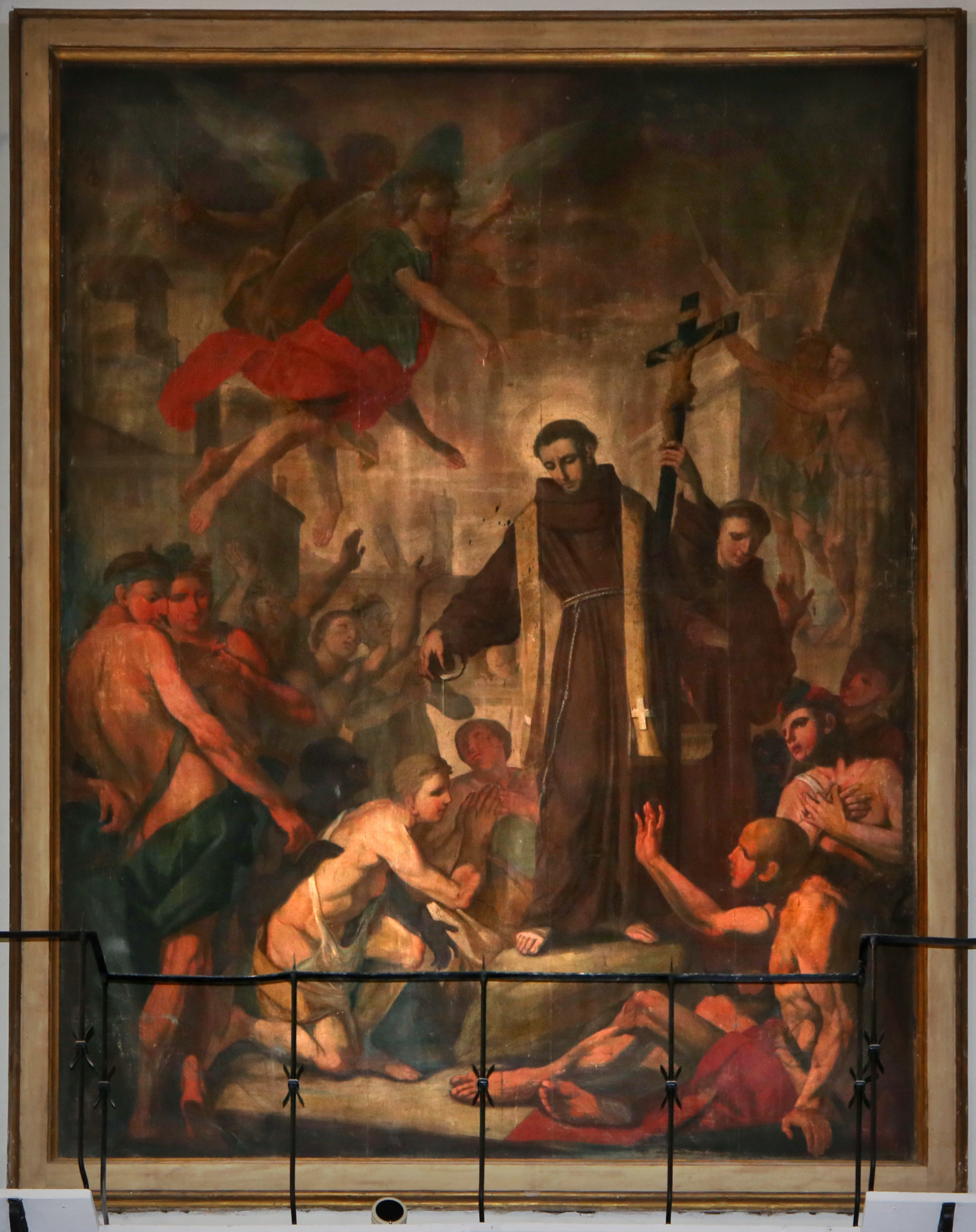

Alberico Clemente Carlini (Vellano, 28 giugno 1703 – Pescia, 27 agosto 1775) è stato un religioso e pittore italiano appartenente ai francescani.

## Biografia
Figlio di Giovanni Domenico e di Maria Caterina Sebastiani, fu battezzato col nome di Guido Maria. Maturata la vocazione religiosa, il 29 giugno 1718 entrò nel convento di San Romano a Pisa e il 29 giugno dell'anno successivo fu consacrato con il nome di fra' Alberico Clemente. Si trasferì a Firenze, dove intraprese gli studi teologici propedeutici all'ordinazione sacerdotale. Lì iniziò a coltivare la passione per la pittura, ponendosi alla scuola di Ottaviano Dandini. A Roma dimorò presso il convento di San Bartolomeo all'Isola e studiò ancora con Sebastiano Conca. Nella cappella dedicata a San Francesco è custodita la sua prima tela, dedicata al santo d'Assisi e datata 1726-27.
Esplicò la sua attività quasi esclusivamente nei conventi del suo ordine In Toscana. Intorno agli anni '40 del '700, fu a Fucecchio, dove lasciò molte opere. Negli anni 1762-63 è documentato all'interno del convento di Ognissanti a Firenze. Nel 1765-66 fu a Pietrasanta, nel cui convento di San Francesco realizzò numerose opere. Trascorse gli ultimi anni nel convento di Colleviti a Pescia, anche qui lasciando una cospicua produzione pittorica.

## Opere
- Convento di San Bartolomeo all'Isola, Roma: San Francesco.
- Convento di Ognissanti, Firenze: Misteri della Vergine.
- Convento della Vergine, Fucecchio:
  - L'indulgenza della Porziuncola, due tele in chiesa con le Stimmate di San Francesco con i Santi Lodovico re di Francia ed Elisabetta regina d'Ungheria e il Transito di San Giuseppe, le ventitré lunette del chiostro, con Fatti della vita di San Francesco, le quattordici stazioni della Via Crucis lungo il muro esterno del convento e, più tardi, la tela con SanTeofilo al letto di un Panicacci moribondo.
- Convento di San Francesco, Pietrasanta: 
  - le stazioni della Via Crucis, una teletta con la Maddalena in casa del Fariseo, due grandi tele nel presbiterio (Disputa coi dottori, Cacciata dei mercanti dal tempio), la tenda d'organo (San Francesco confortato dagli angeli), otto tondi sopra gli archi delle cappelle e un Sacrificio d'Isacco nella volta della sagrestia
- Convento di Colleviti, Pescia:
  - Madonna col Bambino e i Santi Bonaventura, Giovanni da Capistrano, Pasquale Baylon, Francesco Solano, Diego de Alcalà; Cristo che risuscita la figlia di Giairo; una Cacciata dei mercanti dal tempio; l'Immacolata Concezione coi Santi Lorenzo, Giuseppe e Pietro d'Alcantara; Angeli musicanti; sei quadri sulle pareti in alto (Miracolo di San Pietro Regalado; San Bernardino da Siena in gloria; Santa Margherita da Cortona; Immacolata Concezione; San Diego; San Pasquale Baylon); una Madonna col Bambino nella cappella del dormitorio.
- Monastero di Santa Marta, Borgo a Buggiano: San Benedetto risuscita un fanciullo.
- Chiesa di San Bartolomeo, Capannoli: ovatino con San Nicola da Bari.
- Galleria degli Uffizi, Firenze: David.
- Chiesa della Santissima Annunziata, Pescia: Madonna in trono con i Santi Giuseppe, Bernardino da Siena, Rosa da Viterbo, Margherita da Cortona.
- Chiesa dei Santi Sisto e Martino, Vellano: Addolorata con i Santi Francesco di Paola, Luigi Gonzaga e Filippo Neri.